# 屏204線
屏204線 本福－大福，是位於台灣屏東縣的一條鄉道，北起屏東縣琉球鄉本福，南至屏東縣琉球鄉大福，全長2.561公里。2015年9月24日交通部公告解編該公路。

## 路線說明
全線均位於屏東縣琉球鄉內
- 本福（起點， 屏203線岔路）→ 復興路 → 上杉路 → 上福（ 屏203線岔路） →  屏201線岔路共線 →  屏201線岔路左轉分離 → 和平路 → 大福（終點， 屏202線岔路）

## 歷史沿革
本線自1966年即有編制，惟路線分屬於當時之屏205、屏203、屏201、屏202等號及本號碼所屬（屏201線部份為現今之共線段），1976年時縮短至現今屏202線路口，1983年時將原屏205線併入本線。
另外，本線過去的樁號及里程皆有相當落差。此公路已於2015年9月24日交通部公告解編。

## 沿線地標、設施
- 全德國小
- 琉球國小（與 屏201線共線終點向南數公里）
- 大福漁港

## 連接公路
- 屏201線
- 屏203線
- 屏202線